# 皮德利斯西亞 (克拉西利夫區)
49°40′25″N 26°42′2″E / 49.67361°N 26.70056°E
皮德利斯西亞（烏克蘭語：Підлісся）是位於烏克蘭西部的村莊，由赫梅利尼茨基州裡赫梅利尼茨基區的扎斯盧奇內市鎮負責管轄。該村面積0.34平方公里，海拔高度301米，2001年人口41，人口密度每平方公里122人。